# Vũ Thị Trang
Vũ Thị Trang (19 mai 1992, Bắc Giang) est une joueuse professionnelle de badminton vietnamienne.
En 2010, elle est médaillée de bronze lors des jeux olympiques de la jeunesse d'été. 